# Секуляризація (історія)
Секуляризація (від лат. saecularis — світський) — термін, що означає вилучення будь-чого із церковного або монастирського володіння і передання у світську, державну власність; перетворення церковної власності в державну.

## Інші значення
- Перехід духовної особи у Західній Європі у світський стан з дозволу церкви зі звільненням від церковної посади і втратою відповідних прав.
- Процес зниження ролі релігії в житті суспільства; див. Секуляризація (соціологія).

## Секуляризація в історії
Вперше термін «секуляризація» був застосований у XVII столітті і означав передачу земельних володінь з церковного у світське управління. Сам процес відбувався і раніше: під час утворення централізованих національних держав за допомогою секуляризації, світська влада звільнялася від церковних покровителів і зміцнювала державні фінанси за рахунок духовенства.
- У Франкській державі Карл Мартелл провів секуляризацію в 1-ій половині VIII століття, роздавши знаті конфісковані землі.
- У Візантії секуляризація проводилась багато разів. Так, у 1058 році, Ісаак I Комнін конфіскував частину монастирських земель, а Константинопольського патріарха Михайла Кіруларія було в кінці 1058 року усунуто та відправлено у заслання.
- В епоху Реформації відбулася масштабна секуляризація в Західній Європі. Вже в XIV-XV століттях Джон Вікліф та Ян Гус вимагали секуляризації, а в XVI столітті світські феодали підтримали Мартіна Лютера. Німецькі князі, які підтримали Реформацію, провели секуляризацію після Селянської війни у 1524-26 роках.
- Альбрехт Гогенцоллерн у 1525 році секуляризував Тевтонський орден.
- Секуляризація відбулась у швейцарських кантонах з поширенням цвінгліанства та кальвінізму.
- У часи Нідерландської революції XVI століття церковні землі було передано буржуазії.
- Під час Реформації в Англії в 1536—1539 роках, секуляризовані землі перейшли до буржуазії і джентрі, сприяючи первісному накопиченню капіталу.
- У 17 столітті англійська революція привела до ордонанса 1646 року про знищення архієпископств та єпископств і секуляризації їхніх земель.
- У 2-ій половині XVIII століття укріплення освіченого абсолютизму включало секуляризацію, проведену в Австрії Йосипом II, a в Португалії — Помбалу.
- Велика французька революція декретом від 2 листопада 1789 року націоналізувала церковно-монастирські землі.
- Наполеон Бонапарт по укладенні Люневільського миру в 1801 році дав можливість німецьким князям секуляризувати церковні скарби та землі.
- Під час об'єднання Італії секуляризація проводилася в 1855 і 1866 роках, з ліквідацією Папської області в 1870 році.
- У Російській імперії, в результаті секуляризаційних реформи 1764 року, основна частина монастирських земель перейшла до держави (що стало джерелом появи більшої частини державних селян); в XIX столітті уряд Російської імперії також проводив секуляризацію вакуф у середньоазійських володіннях імперії.